# Зірчаста черепаха тентова
Зірчаста черепаха тентова (Psammobates tentorius) — вид черепах з роду Африканські зірчасті черепахи родини Суходільні черепахи. Має 3 підвиди. Інша назва «шишкувата зірчаста черепаха».

## Опис
Загальна довжина карапаксу коливається від 12,5 до 14,5 см. Голова середнього розміру з великою шишкою на носі. Звідси походить інша назва цієї черепахи. Карапакс опуклий, спинні щитки, особливо хребетні, сильно опуклі, конічні. За формою він нагадує намет або тент. Тому ця черепаха й отримала свою назву. Загривковий щиток маленький або його може не бути. На карапаксі присутні дрібні горбики. Пластрон доволі плаский. Стегнові шпори можуть бути, а можуть бути і відсутніми.
Голова жовтувата або бежево-жовтувата. Карапакс чорного кольору з жовтими променями. Жовті промені більш вузькі, ніж в інших видів цього роду. Промені можуть мати червоно-помаранчевий відтінок. Ластро жовтуватий з малюнком.
Підвиди різняться за забарвленням та будовою карапаксу. У psammobates tentorius tentorius на пластроні присутній чіткий малюнок, що складається з центральної плями, іноді з деякими виступами по швах, але не створюючи променів. На карапаксі зазвичай по 13 крайових щитків. На кожному хребетному щитку 8—12 чорних променів. На реберних щитках є по 12—14, а на крайових — по 3—4. У psammobates tentorius trimeni на пластроні є чіткий малюнок з центральною плямою, що пересічено жовтими променями, з цятками землистого кольору. На карапаксі не більше 12 крайових щитків з кожного боку. Хребетні щитки конічно підведені догори. На кожному хребетному й реберному щитку по 4—8 чорних променів, а на крайових — по 3—4. У psammobates tentorius verroxii пластрон жовтого кольору і зазвичай без малюнка. Якщо ж плями на пластрона є, то вони розташовані безладно. Крайових щитків на карапаксі не більше 12 з кожного боку. Хребетні щитки пласкі. На кожному хребетному та реберному щитку по 5—6 чорних променів, передні з них на одному щитку стикаються з задніми на щитку лежачому попереду, утворюючи характерні «оченята»

## Спосіб життя
Полюбляє піщані і кам'янисті пустелі й аридні вельди. Харчується травою, квітами, своїм та чужим калом.
Самиця відкладає 1—3 яйця розміром 27—35 × 21—28 мм. Інкубаційний період триває 220 днів. Розмір новонароджених черепашенят становить 25-30 мм.

## Розповсюдження
Мешкає від півдня Намібії через Великий Намакваленд до Східної Капської провінції (ПАР).

## Підвиди
- Psammobates tentorius tentorius
- Psammobates tentorius trimeni
- Psammobates tentorius verroxii